# 建除十二神
建除十二神，又稱十二值、十二值日、十二建星、十二建除、十二建除日、月建十二神、建除十二辰、建除十二客，也稱為建除或是月建，是中國傳統的擇日占卜方法，用來選擇黃道吉日。這十二位神明，分別稱為建、除、滿、平、定、執、破、危、成、收、開、閉，每日輪值一位，週而復始，依照輪值神明，決定每日的吉兇，以及適合的活動。在傳統農民曆與通書中，在每日的二十八宿下，通常會依序在標註上今日輪值神名、每日吉兇，適合及不適合的活動，作為參考。

## 概論
建除十二神起源不詳，可追溯至戰國末年。在九店楚簡與雲夢秦簡中的《日書》，有稱為除的十二神名，根據流傳地區，分為在秦國的秦除，與楚國的楚除，兩地的神名皆為十二位，其名不盡相同，可能有同一來源。因為楚國與秦國使用的曆法不同，計算建除的起始月日也不同，兩者相差二個月，但皆以十二日為一循環。在秦簡《日書》中將楚除與秦除統合在一起。
這十二神每日輪值，根據這些神推算出每日吉凶。在不同神明輪值的日子中，有不同禁忌。在漢朝時，以建除十二神來擇日的算命者，稱為建除家。王莽即位為新朝皇帝時，其即位詔書中選擇的即位日子，為戊辰，以建除來計算，為定日。
在漢朝《淮南子》中，以斗柄指向，依太陰順行十二辰與二十八宿，配上十二地支，計算出建除，來論吉兇。以月份來計算建除，這是後世主要的算法。在《越絕書》中有以年來計算建除，這在漢朝後失傳。《太平經》中，將建除十二神配合五行與八卦。這些作法被後世的曆家所繼承。
至宋朝時，建除占卜在官方《會元曆》中仍有保存，但建除法的由來已經少為人知。

## 現代作法
在現代農民曆中，建除的算法繼承自清朝，以每年的正月寅月起始，先計算出每個月分的建日，如寅月的寅日為建日，卯月的卯日為建日，即每個月支中的相同日支。在計算出建日之後，之後的日子依序為除、滿、平、定、執、破、危、成、收、開、閉，以十二建除日輪流推算，把整年度的建除日排好，再根據建除來搭配宜忌吉兇。如建日，宜：開市、立券、交易、納財、出行、上樑、修造、動土、治病、拜師、會親友。忌：破屋、破土、行喪、安葬、拆卸、掘井、乘船。最終找出適合的日子，為黃道吉日。